# Стив Периман
Стив Периман (Ealing, 21. децембар 1951) бивши је енглески фудбалер.

## Каријера
Током каријере играо је за Тотенхем хотспер и многе друге клубове.

## Трофеји (као играч)

### Тотенхем хотспур
- ФА куп (2) : 1980/81, 1981/82.
- Лига куп Енглеске (2) : 1970/71, 1972/73.
- ФА Черити шилд (1) : 1981. (заједнички трофеј)
- Куп УЕФА (2) : 1971/72, 1983/84.
- Англо-италијански Лига куп (1) : 1971.
- ФА куп младих тимова (1) : 1969/70.

## Трофеји (као тренер)

### Шимизу с-пулс
- Азијски куп победника купова (1) : 1999/00.

## Репрезентација
За репрезентацију Енглеске дебитовао је 1982. године.

## Статистика
| Енглеска | Енглеска | Енглеска |
| Год.     | Ута.     | Гол.     |
| -------- | -------- | -------- |
| 1982     | 1        | 0        |
| Укупно   | 1        | 0        |